# Lingwood and Burlingham
Lingwood and Burlingham – gmina (civil parish) w Anglii, w hrabstwie Norfolk, w dystrykcie Broadland. Leży 14 km na wschód od Norwich i 167 km na północny wschód od Londynu.
Miejscowość liczy 2504 mieszkańców.